# 索洛季里
50°33′3″N 28°20′27″E / 50.55083°N 28.34083°E
索洛季里（烏克蘭語：Солодирі），是烏克蘭北部的村莊，隸屬日托米爾州的日托米爾區。該村面積1.35平方公里，2001年人口390，人口密度每平方公里288.89人。